# Xanthabraxas hemionata
Xanthabraxas hemionata là một loài bướm đêm trong họ Geometridae.